# منتخب غينيا تحت 20 سنة لكرة القدم
منتخب غينيا تحت 20 سنة لكرة القدم (بالفرنسية: Équipe de Guinée des moins de 20 ans de football) هو ممثل غينيا الرسمي في المنافسات الدولية في كرة القدم في فئة كرة قدم تحت 20 سنة للرجال، يديريه اتحاد غينيا لكرة القدم.